# Præsidentvalget i USA 1956
Præsidentvalget i USA 1956 var det 43. præsidentvalget, som blev afholdt tirsdag d. 6. november 1956. Præsident Dwight D. Eisenhower stillede med succes op til genvalg mod Adlai Stevenson, den tidligere guvernør i Illinois, som han ligeledes havde besejret fire år tidligere.
Eisenhower, der først var blevet berømt for sit militære lederskab under Anden Verdenskrig, forblev meget populær. Et hjerteanfald i 1955 bidrog til spekulationer om, hvorvidt han ville søge genvalg, men hans helbred kom sig, og han mødte ingen modstand ved det republikanske konvent i 1956. Stevenson forblev populær blandt en kerne af de liberale demokrater, men havde intet embede og havde ingen reel base. Han besejrede New Yorks guvernør W. Averell Harriman og flere andre kandidater ved den første afstemning ved det demokratiske konvent i 1956. Stevensons kampagne gik på en markant stigning i de offentlige udgifter til forskellige sociale programmer samtidig med, at han ønskede at sænke militærudgifterne.
Med afslutningen af Koreakrigen og en stærk økonomi var der få, der tvivlede på, at den karismatiske Eisenhower ikke ville blive genvalgt. Tilhængere af præsidenten fokuserede på hans "personlige kvaliteter ... hans oprigtighed, hans integritet og pligtfølelse, hans dyd som familiefar, hans religiøse hengivenhed ..." frem for på hans lederskabsevner. I ugerne op til præsidentvalget oplevede man to store internationale kriser i henholdsvis Mellemøsten (Suez-krigen) og Østeuropa (Opstanden i Ungarn), og Eisenhowers håndtering af kriserne øgede blot hans popularitet.
Eisenhower forbedrede sit valgresultat en smule fra 1952. Selvom Eisenhower mistede delstaten Missouri, vandt han delstaterne Kentucky, Louisiana og West Virginia. Dette var det sidste præsidentvalg før optagelserne af delstaterne Alaska og Hawaii i 1959. Ligeledes var det det sidste præsidentvalg, hvor både Massachusetts og Minnesota stemte republikansk, og det sidste præsidentvalg, hvor nogen af de store kandidater var blevet født i det 19. århundrede. Endvidere er det det seneste præsidentvalg, der repræsenterede en omkamp mellem kandidaterne fra et tidligere valg.

## Yderligere læsning
- Leip, Dave. "1956 Presidential Election - Home States". Dave Leip's Atlas of U.S. Presidential Elections. Arkiveret fra originalen 18. september 2008. Hentet 24. maj 2005.
- "Electoral Votes for President and Vice President 1953–1965". U.S. Electoral College. National Archives. Hentet 18. marts 2006.
- Kampagneannoncer fra valget i 1956
- Senate Manual, 107th Congress. United States Government Printing Office. 2001. s. 1131. Hentet 18. marts 2006.
- "Republican Party National Convention. (26th : 1956 : San Francisco)". Library of Congress Online Catalog. Library of Congress. Hentet 28. februar 2007.
- Converse, Philip E., Warren E. Miller, Donald E. Stokes, Angus Campbell . The American Voter (1964) det klassiske statsvidenskabelige studie af vælgere i 1952 og 1956
- Divine, Robert A. (1974). Foreign Policy and U.S. Presidential Elections, 1952–1960. ISBN 0-531-06496-4.0-531-06496-4
- Gallup, George H., red. (1972). The Gallup Poll: Public Opinion, 1935–1971. 3 vols. Random House. ISBN 0-394-47270-5.0-394-47270-5 bind 2
- Martin, John Bartlow. Adlai Stevenson and the World: The Life of Adlai E. Stevenson (1977).
- Nichols, David A. Eisenhower 1956: Præsidentens kriseår-Suez og krigsranden (2012).

### Primære kilder
- Gallup, George H., red. Gallup -meningsmåling: Offentlig udtalelse, 1935–1971 . 3 bind. Random House, 1972. pressemeddelelser;
- Gallup, George H., red. (1972). The Gallup Poll: Public Opinion, 1935–1971. 3 vols. Random House.
- Chester, Edward W En guide til politiske platforme (1977) online
- Porter, Kirk H. og Donald Bruce Johnson, red. Nationale partiplatforme, 1840-1964 (1965) online 1840-1956

- The Election Wall's 1956 Election Video Page
- 1956 vælgerstemmer efter distrikt
- The Election Wall's 1956 Election Video Page
- Hvor tæt var valget i 1956? - Michael Sheppard, Massachusetts Institute of Technology
- Eisenhowers præsidentkampagne i 1956, Dwight D. Eisenhower præsidentbibliotek Arkiveret 7. august 2011 hos  Wayback Machine
- Præsidentvalget i USA 1956 - filmklip fra Internet Archive
- Præsidentvalget i USA 1956 - filmklip fra Internet Archive
- Præsidentvalget i USA 1956 - filmklip fra Internet Archive
- Election of 1956 in Counting the Votes Arkiveret 9. juni 2019 hos  Wayback Machine